# Danny Ings
Pour l’article homonyme, voir Daniel Ings.
Danny Ings, né le 23 juillet 1992 à Winchester, est un footballeur international anglais qui évolue au poste d'attaquant.
Ings commence sa carrière à l'AFC Bournemouth en 2009 mais ne parvient pas à s'y imposer. Son transfert à Burnley deux ans plus tard lui permet d'obtenir du temps de jeu, malgré deux premières saisons difficiles. Nommé meilleur joueur de Championship en 2014 après une saison réussie et une remontée pour le club, Ings découvre alors la Premier League lors de l'exercice 2014-2015.
Repéré par le Liverpool FC après avoir inscrit 11 buts en championnat, Ings signe chez les Reds à l'été 2015. Toutefois, ce passage dans un grand club est jalonné par des blessures à répétition qui empêchent l'attaquant de s'imposer. Prêté à Southampton pour la saison 2018-2019, Ings rejoint définitivement le club en 2019. Il réalise une saison 2019-2020 de qualité avec 22 buts dans l'élite anglaise, à une unité du meilleur buteur du championnat.
Les performances de Ings en club lui permettent d'être convoqué avec l'équipe d'Angleterre en 2015. Après un match disputé avec les Three Lions, il n'est plus rappelé à cause de ses blessures récurrentes. Ings retrouve la sélection en 2020, cinq ans après sa dernière convocation, récompensant ses efforts à Southampton.

## Biographie

### Formation
Danny Ings naît dans le comté d'Hampshire, en Angleterre. Il commence sa carrière avec Southampton avant d'être libéré.

### Carrière en club

#### AFC Bournemouth
Il rejoint Bournemouth en 2006, où il signe son premier contrat professionnel en mai 2008. L'attaquant anglais est prêté à Dorchester Town en septembre 2010. Il enchaîne les bonnes prestations avant d'être rappelé par son club le 23 novembre suivant, à la suite d'une crise de blessures au sein de l'effectif.

#### Burnley FC
Le 15 août 2011, Ings rejoint le club de Burnley pour 1,4 million d'euros. Il faut attendre six mois pour voir l'attaquant anglais faire sa première apparition avec les Clarets, il n'inscrit alors que trois buts lors de la saison 2011-2012. 
Ings forme un bon duo avec Sam Vokes lors de la saison 2013-2014, les deux attaquants inscrivent 19 buts lors des 14 premiers matchs. Le 3 octobre 2013, il est sélectionné par Gareth Southgate pour faire partie de l'équipe d'Angleterre espoirs.
Grâce à un très bon début de saison 2014-2015, Ings se retrouve rapidement dans le viseur des cadors du championnat comme Liverpool, Chelsea ou encore Manchester City.

#### Liverpool FC
Le 8 juin 2015, il rejoint officiellement le club de Liverpool qu'il intègre à compter du 1er juillet, date de l'expiration de son contrat avec Burnley,.
Il marque son premier but pour les Reds lors d'un match de Premier League face à Norwich City (match nul 1-1).
Souvent blessé, Ings n'entre pas dans la rotation offensive malgré quelques prestations encourageantes.

#### Southampton FC
Prêté au Southampton FC pour la saison 2018-2019, Ings inscrit huit buts en vingt-cinq matchs.
Le 1er juillet 2019, Ings s'engage de manière permanente au Southampton FC, sur la base d'un contrat de trois saisons.
Ings effectue une saison 2019-2020 exceptionnelle sur le plan individuel puisqu'il inscrit vingt-deux buts en championnat, se classant deuxième au classement des meilleurs buteurs de la saison, à égalité avec Pierre-Emerick Aubameyang et à une unité de Jamie Vardy.

#### Aston Villa
Le 4 août 2021, il s'engage en faveur d'Aston Villa, Son contrat est d'une durée de trois saisons.
Il joue son premier match lors de la deuxième journée de Premier League contre Newcastle United (2-0 score final) et marque par la même occasion son premier but pour son nouveau club.

#### West Ham United
Le 20 janvier 2023, Danny Ings quitte Aston Villa pour rejoindre le club londonien de West Ham United se trouvant en difficulté en championnat. Le club londonien annonce un contrat jusque l'été 2025 mais ne dévoile pas le montant de la transaction.
Le 9 mai 2025, West Ham publie un communiqué officiel révélant que quatre joueurs, dont Ings, quitteront le club à l'issue de la saison. Le parcours de l'attaquant au club est décevant sur le plan statistique malgré le sacre en Ligue Europa Conférence en 2023, le natif de Winchester marquant cinq buts en soixante-neuf matchs.

### Sélection
Ings est convoqué avec l'équipe d'Angleterre espoirs en 2013. Il marque quatre buts en treize rencontres dans cette catégorie entre 2013 et 2015.
Le 1er octobre 2015, Ings est sélectionné par Roy Hodgson en l'équipe d'Angleterre. Il honore sa première sélection le 15 octobre en remplaçant Harry Kane en seconde période contre la Lituanie lors d'un succès 0-3 comptant pour les éliminatoires de l'Euro 2016. Une rupture du ligament croisé empêche Ings de revenir au mois de novembre et, en manque de temps de jeu, il n'est pas convoqué pour l'Euro 2016. Les blessures n'épargnent pas l'attaquant les années suivantes, compromettant un éventuel retour avec les Three Lions.
Ings est rappelé par Gareth Southgate en septembre 2020, près de cinq ans après son dernier match, à la suite d'une saison 2019-2020 de qualité avec Southampton. Le 5 septembre, il entre en jeu face à l'Islande en Ligue des nations. Ings obtient sa première titularisation le 8 octobre suivant contre le Pays de Galles en amical et inscrit un but d'un retourné acrobatique clôturant une victoire 3-0,.

## Statistiques
| Saison                | Club                   | Championnat           | Championnat | Championnat | Championnat | Coupe nationale | Coupe nationale | Coupe nationale | Coupe de la Ligue | Coupe de la Ligue | Coupe de la Ligue | Compétition(s) continentale(s) | Compétition(s) continentale(s) | Compétition(s) continentale(s) | Compétition(s) continentale(s) | Autres compétitions | Autres compétitions | Autres compétitions | Autres compétitions | Angleterre | Angleterre | Angleterre | Total | Total | Total |
| Saison                | Club                   | Division              | M.          | B.          | P.d.        | M.              | B.              | P.d.            | M.                | B.                | P.d.              | Comp.                          | M.                             | B.                             | P.d.                           | Comp.               | M.                  | B.                  | P.d.                | M.         | B.         | P.d.       | M.    | B.    | P.d.  |
| 2009-2010             | AFC Bournemouth        | League Two            | 0           | 0           | 0           | -               | -               | -               | -                 | -                 | -                 | -                              | -                              | -                              | -                              | FLT                 | 1                   | 0                   | 0                   | -          | -          | -          | 1     | 0     | 0     |
| 2010-2011             | AFC Bournemouth        | League One            | 26          | 7           | 3           | -               | -               | -               | -                 | -                 | -                 | -                              | -                              | -                              | -                              | BR                  | 2                   | 1                   | 0                   | -          | -          | -          | 28    | 8     | 3     |
| 2011-2012             | AFC Bournemouth        | League One            | 1           | 0           | 0           | -               | -               | -               | -                 | -                 | -                 | -                              | -                              | -                              | -                              | -                   | -                   | -                   | -                   | -          | -          | -          | 1     | 0     | 0     |
| Sous-total            | Sous-total             | Sous-total            | 27          | 7           | 3           | -               | -               | -               | -                 | -                 | -                 | -                              | -                              | -                              | -                              | -                   | 3                   | 1                   | 0                   | -          | -          | -          | 30    | 8     | 3     |
| 2010-2011             | Dorchester Town (prêt) | Conference League     | 9           | 4           | 0           | 2               | 2               | 0               | -                 | -                 | -                 | -                              | -                              | -                              | -                              | FT+DSC              | 1+1                 | 1+0                 | 0                   | -          | -          | -          | 13    | 7     | 0     |
| 2011-2012             | Burnley FC             | Championship          | 15          | 3           | 0           | -               | -               | -               | -                 | -                 | -                 | -                              | -                              | -                              | -                              | -                   | -                   | -                   | -                   | -          | -          | -          | 15    | 3     | 0     |
| 2012-2013             | Burnley FC             | Championship          | 32          | 3           | 1           | 1               | 0               | 0               | -                 | -                 | -                 | -                              | -                              | -                              | -                              | -                   | -                   | -                   | -                   | -          | -          | -          | 33    | 3     | 1     |
| 2013-2014             | Burnley FC             | Championship          | 40          | 21          | 6           | 1               | 1               | 0               | 4                 | 4                 | 1                 | -                              | -                              | -                              | -                              | -                   | -                   | -                   | -                   | -          | -          | -          | 45    | 26    | 7     |
| 2014-2015             | Burnley FC             | Premier League        | 35          | 11          | 4           | 1               | 0               | 0               | 1                 | 0                 | 0                 | -                              | -                              | -                              | -                              | -                   | -                   | -                   | -                   | -          | -          | -          | 37    | 11    | 4     |
| Sous-total Burnley FC | Sous-total Burnley FC  | Sous-total Burnley FC | 122         | 38          | 11          | 3               | 1               | 0               | 5                 | 4                 | 1                 | -                              | -                              | -                              | -                              | -                   | -                   | -                   | -                   | -          | -          | -          | 130   | 43    | 12    |
| 2015-2016             | Liverpool FC           | Premier League        | 6           | 2           | 0           | -               | -               | -               | 1                 | 1                 | 0                 | C3                             | 2                              | 0                              | 0                              | -                   | -                   | -                   | -                   | 1          | 0          | 0          | 10    | 3     | 0     |
| 2016-2017             | Liverpool FC           | Premier League        | -           | -           | -           | -               | -               | -               | 2                 | 0                 | 0                 | -                              | -                              | -                              | -                              | -                   | -                   | -                   | -                   | -          | -          | -          | 2     | 0     | 0     |
| 2017-2018             | Liverpool FC           | Premier League        | 8           | 1           | 0           | 1               | 0               | 0               | 1                 | 0                 | 0                 | C1                             | 4                              | 0                              | 0                              | -                   | -                   | -                   | -                   | -          | -          | -          | 14    | 1     | 0     |
| Sous-total            | Sous-total             | Sous-total            | 14          | 3           | 0           | 1               | 0               | 0               | 4                 | 1                 | 0                 | -                              | 6                              | 0                              | 0                              | -                   | -                   | -                   | -                   | 1          | 0          | 0          | 26    | 4     | 0     |
| 2018-2019             | Southampton FC (prêt)  | Premier League        | 24          | 7           | 3           | -               | -               | -               | 1                 | 1                 | 0                 | -                              | -                              | -                              | -                              | -                   | -                   | -                   | -                   | -          | -          | -          | 25    | 8     | 3     |
| 2019-2020             | Southampton FC         | Premier League        | 38          | 22          | 2           | 2               | 1               | 0               | 2                 | 2                 | 0                 | -                              | -                              | -                              | -                              | -                   | -                   | -                   | -                   | -          | -          | -          | 42    | 25    | 2     |
| 2020-2021             | Southampton FC         | Premier League        | 29          | 12          | 4           | 3               | 1               | 0               | 1                 | 0                 | 0                 | -                              | -                              | -                              | -                              | -                   | -                   | -                   | -                   | 2          | 1          | 0          | 35    | 14    | 4     |
| Sous-total            | Sous-total             | Sous-total            | 91          | 41          | 9           | 5               | 2               | 0               | 4                 | 3                 | 0                 | -                              | -                              | -                              | -                              | -                   | -                   | -                   | -                   | 2          | 1          | 0          | 102   | 47    | 9     |
| 2021-2022             | Aston Villa FC         | Premier League        | 30          | 7           | 5           | 1               | 0               | 0               | -                 | -                 | -                 | -                              | -                              | -                              | -                              | -                   | -                   | -                   | -                   | -          | -          | -          | 31    | 7     | 5     |
| 2022-2023             | Aston Villa FC         | Premier League        | 18          | 6           | 0           | 1               | 0               | 1               | 2                 | 1                 | 1                 | -                              | -                              | -                              | -                              | -                   | -                   | -                   | -                   | -          | -          | -          | 21    | 7     | 2     |
| Sous-total            | Sous-total             | Sous-total            | 48          | 13          | 5           | 2               | 0               | 1               | 2                 | 1                 | 1                 | -                              | 0                              | 0                              | 0                              | -                   | 0                   | 0                   | 0                   | 0          | 0          | 0          | 52    | 14    | 7     |
| 2022-2023             | West Ham United        | Premier League        | 17          | 2           | 2           | -               | -               | -               | -                 | -                 | -                 | C4                             | 5                              | 1                              | 0                              | -                   | -                   | -                   | -                   | -          | -          | -          | 22    | 3     | 2     |
| 2023-2024             | West Ham United        | Premier League        | 20          | 1           | 0           | 2               | 0               | 0               | 2                 | 0                 | 0                 | C3                             | 6                              | 0                              | 0                              | -                   | -                   | -                   | -                   | -          | -          | -          | 30    | 1     | 0     |
| 2024-2025             | West Ham United        | Premier League        | 15          | 1           | 2           | 1               | 0               | 0               | 1                 | 0                 | 0                 | -                              | -                              | -                              | -                              | -                   | -                   | -                   | -                   | -          | -          | -          | 17    | 1     | 2     |
| Sous-total            | Sous-total             | Sous-total            | 52          | 4           | 4           | 3               | 0               | 0               | 3                 | 0                 | 0                 | -                              | 11                             | 1                              | 0                              | -                   | 0                   | 0                   | 0                   | 0          | 0          | 0          | 69    | 5     | 4     |
| Total sur la carrière | Total sur la carrière  | Total sur la carrière | 363         | 110         | 32          | 16              | 5               | 1               | 18                | 9                 | 2                 | -                              | 17                             | 1                              | 0                              | -                   | 5                   | 2                   | 0                   | 3          | 1          | 0          | 422   | 128   | 35    |

## Palmarès

### En club
À l'issue de la saison 2013-2014 avec le Burnley FC, Ings finit vice-champion de deuxième division anglaise, derrière Leicester City.
Avec le Liverpool FC, Ings est finaliste de la Ligue des champions en 2018.
Avec West Ham United, Danny Ings remporte la Ligue Europa Conférence en 2023.

### Distinctions personnelles
Sous les couleurs du Burnley FC, Ings est élu « Joueur du mois » de Championship en octobre 2013. Il est nommé « Meilleur joueur » de Championship de la saison 2013-2014.